# Генеральское (Саратовская область)
Генера́льское — село в Красноярском муниципальном образовании Энгельсского муниципального района Саратовской области.

## География
Расположено в северной части Энгельсского муниципального района, на берегу Волги. Расстояние до города Энгельса — 22 км, до железнодорожной станции Анисовка Приволжской железной дороги — 33 км.

## История
Село Генеральное основано в конце XVIII века украинскими переселенцами.
На 1859 год в селе проживало 1398 жителей. В 1858 году была построена деревянная церковь во имя Пресвятой Богородицы. В 1895 году достроена каменная.
В начале ХХ века в селе действовал кирпичный завод. На 1910 год в селе Генеральском насчитывалось 436 дворов, население составляло 2485 человек. Имелась церковь, земская и церковно-приходcкая церковь, 10 ветряных мельниц.
В 1930-е годы Богородицкая церковь перестала действовать и с течением времени разрушена.
В 1940-е годы в Генеральском действовали колхозы «Власть труда», «Победа».
До 1981 года в селе действовала только восьмилетняя школа в небольшом помещении. Новое здание для полноценной школы открылось в 1981 году. В 1982 открыт детский сад.
2 сентября 1991 года начала свою работу Детская школа искусств.
На настоящий момент в селе имеются: Школа, детский сад, детская школа искусств, Дом культуры, отделение связи. На юго-западной окраине села работает предприятие «Генеральские колбасы».

## Население
| 1897 | 1910 | 2002 |
| ---- | ---- | ---- |
| 2196 | 2485 | 1885 |

| 2002 | 2010  | 2015  |
| ---- | ----- | ----- |
| 1887 | ↗1904 | ↗2051 |

## Достопримечательности
В селе имеется мемориал памяти экипажа стратегического бомбардировщика Ту-160, погибшего при выполнении служебного задания и не допустившего падения самолета на жилые микрорайоны г. Энгельса и подземное газохранилище. При мемориале имеется православный храм во имя святого князя Александра Невского.
В центральной части Генеральского расположен мемориал и памятник погибшим односельчанам в Великую Отечественную войну. Открыт в день празднования 30-летия Победы.

## Фотогалерея

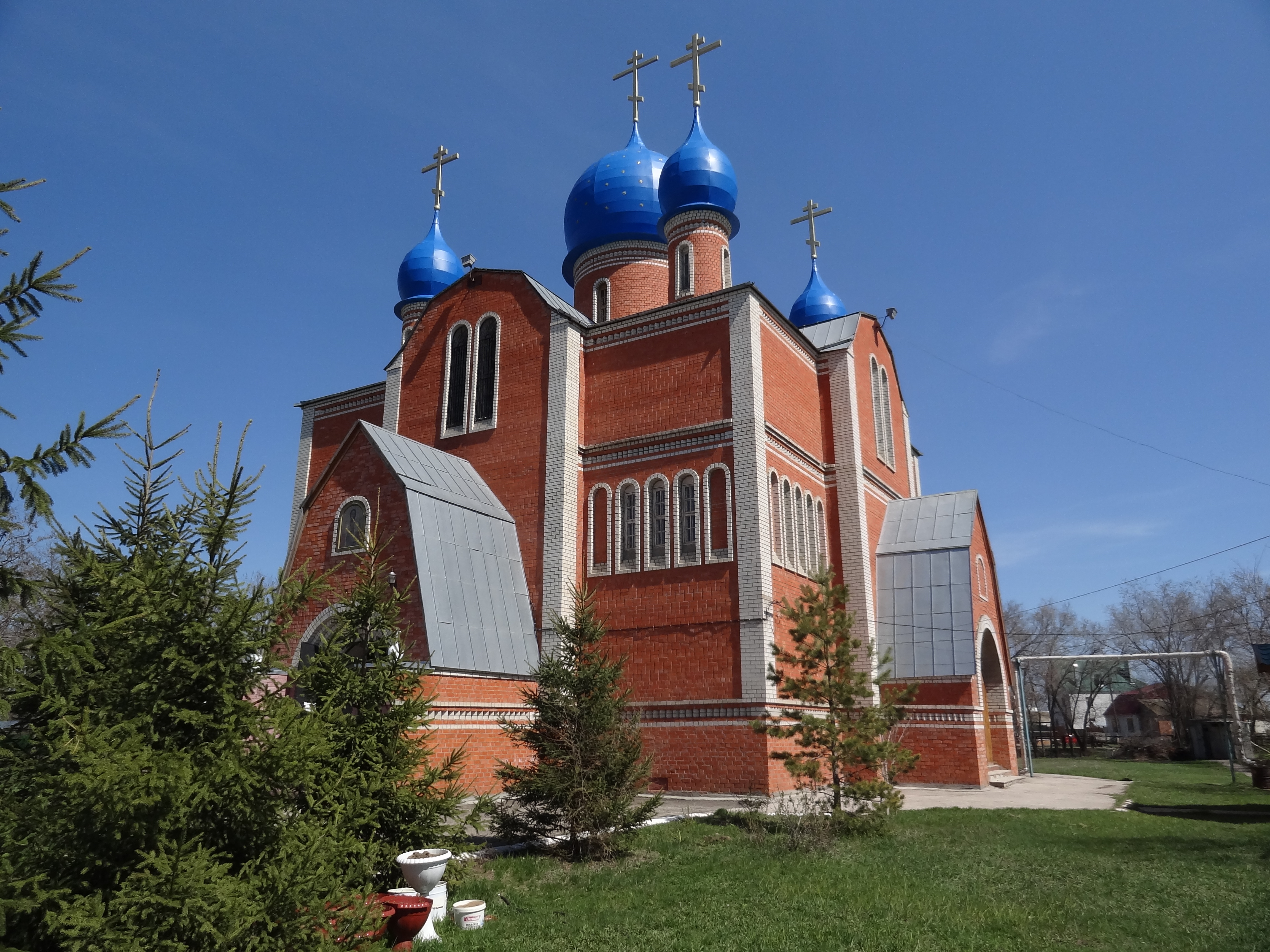
Церковь Александра Невского
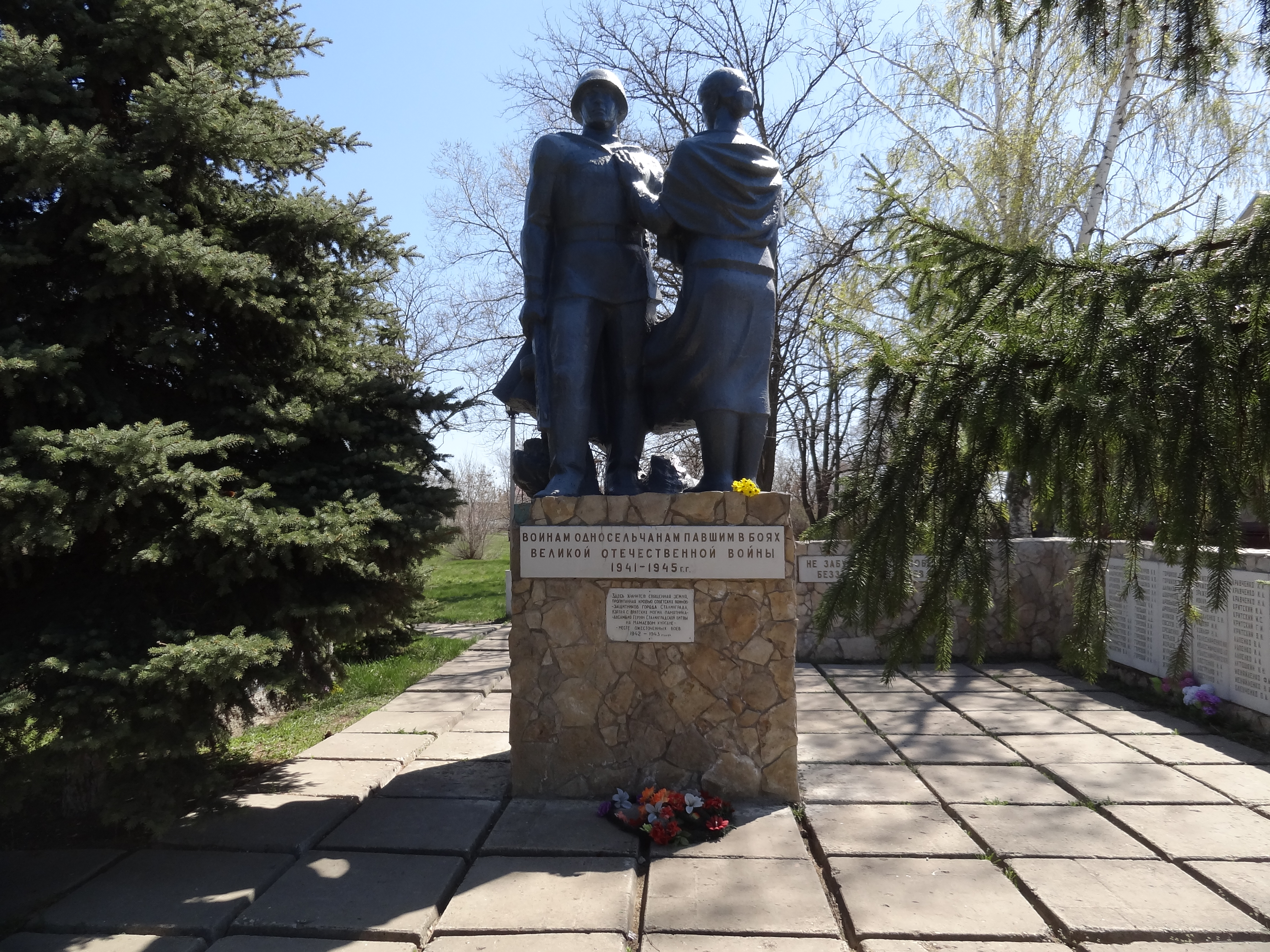
Памятник воинам односельчанам павшим в боях ВОВ
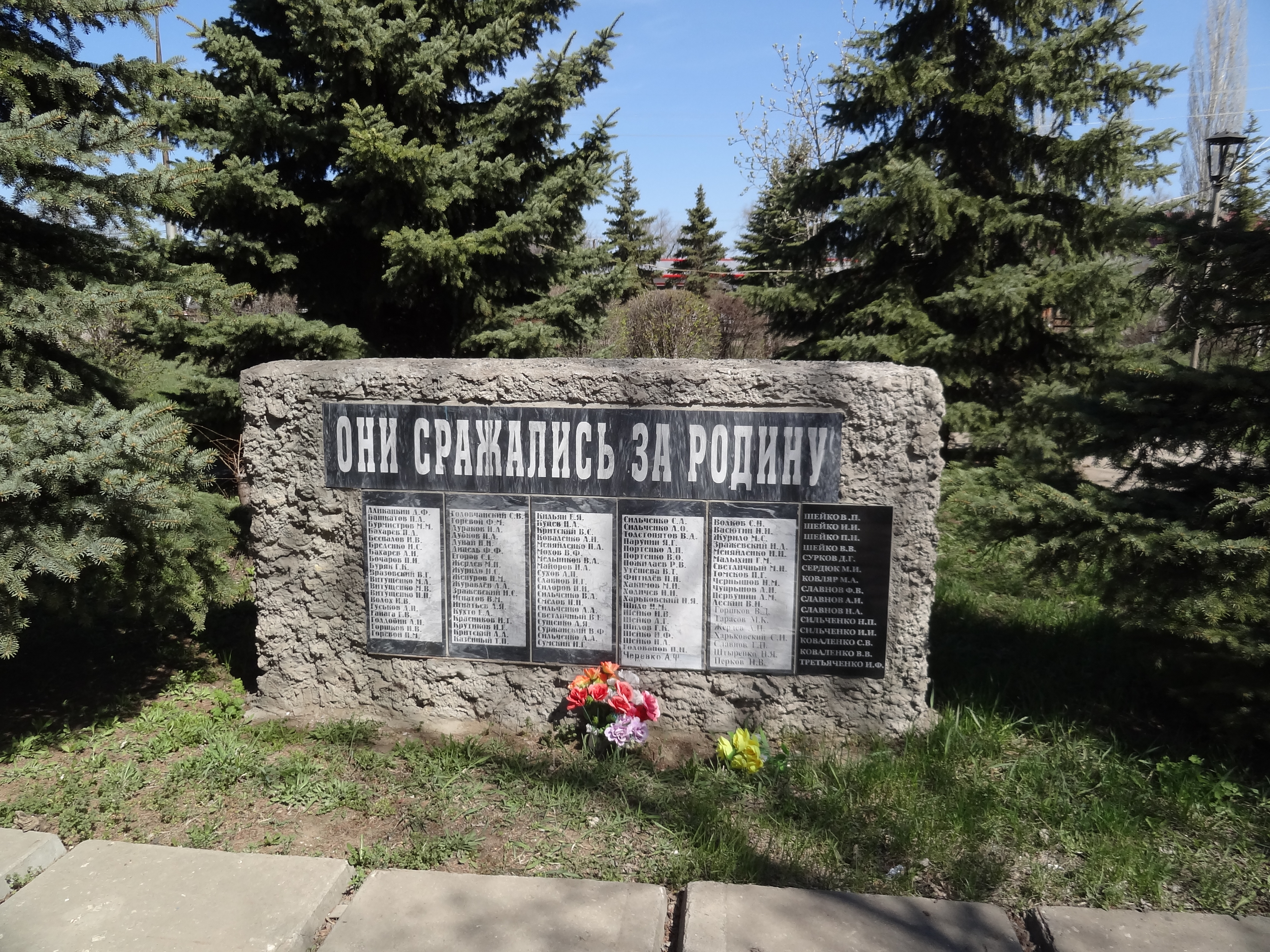
Мемориал "Они сражались за Родину"
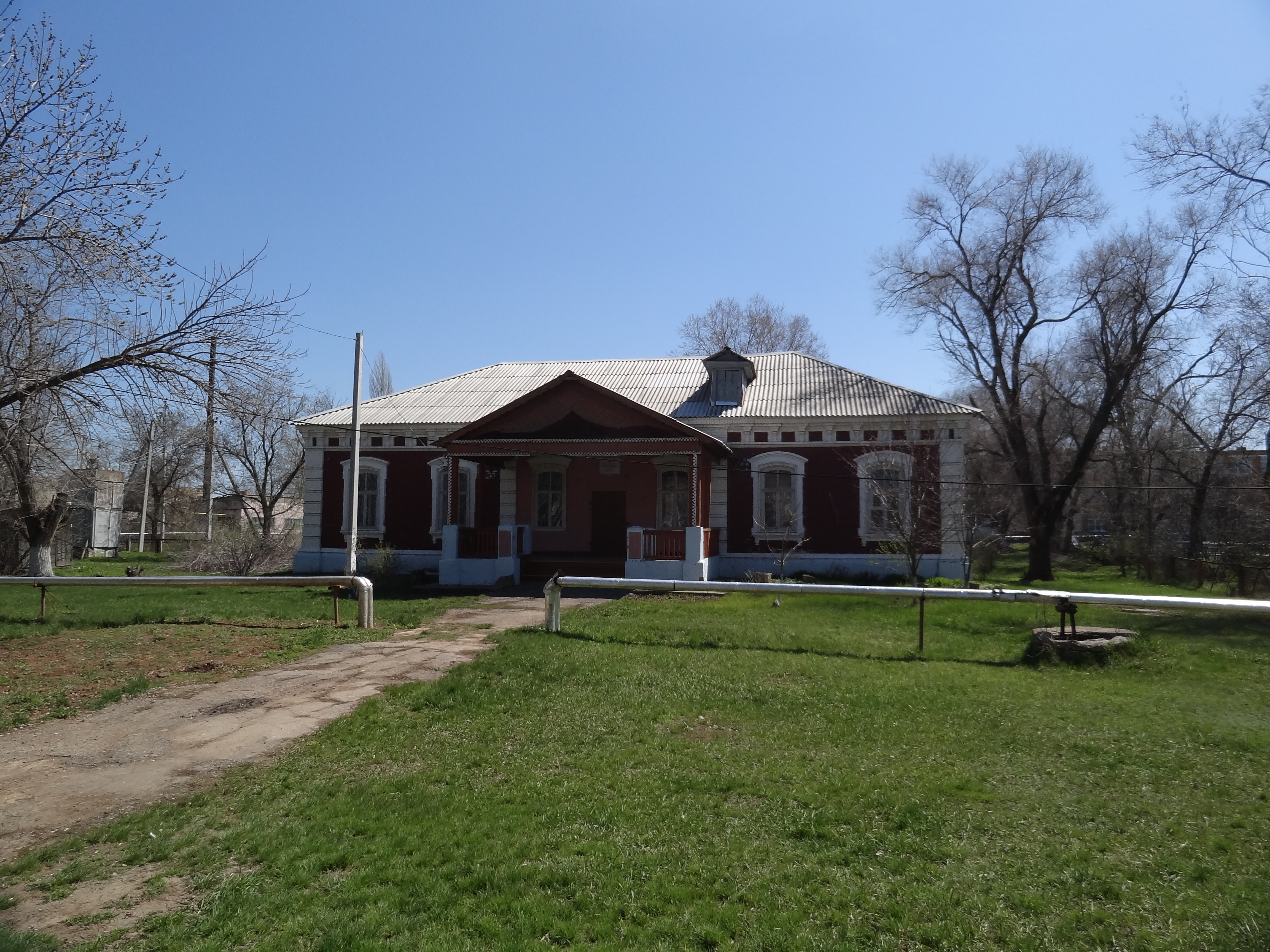
Библиотека
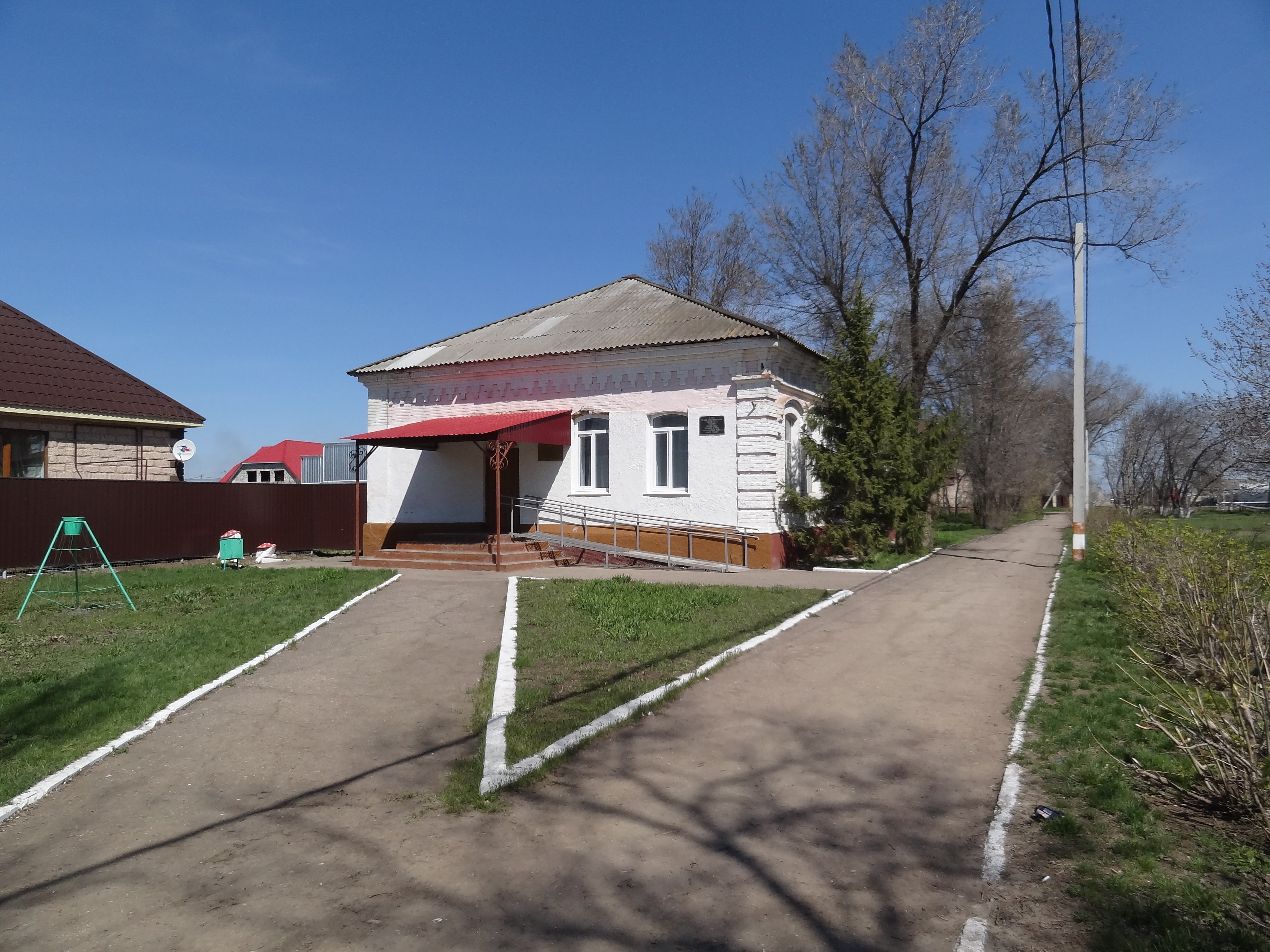
Детская школа искусств
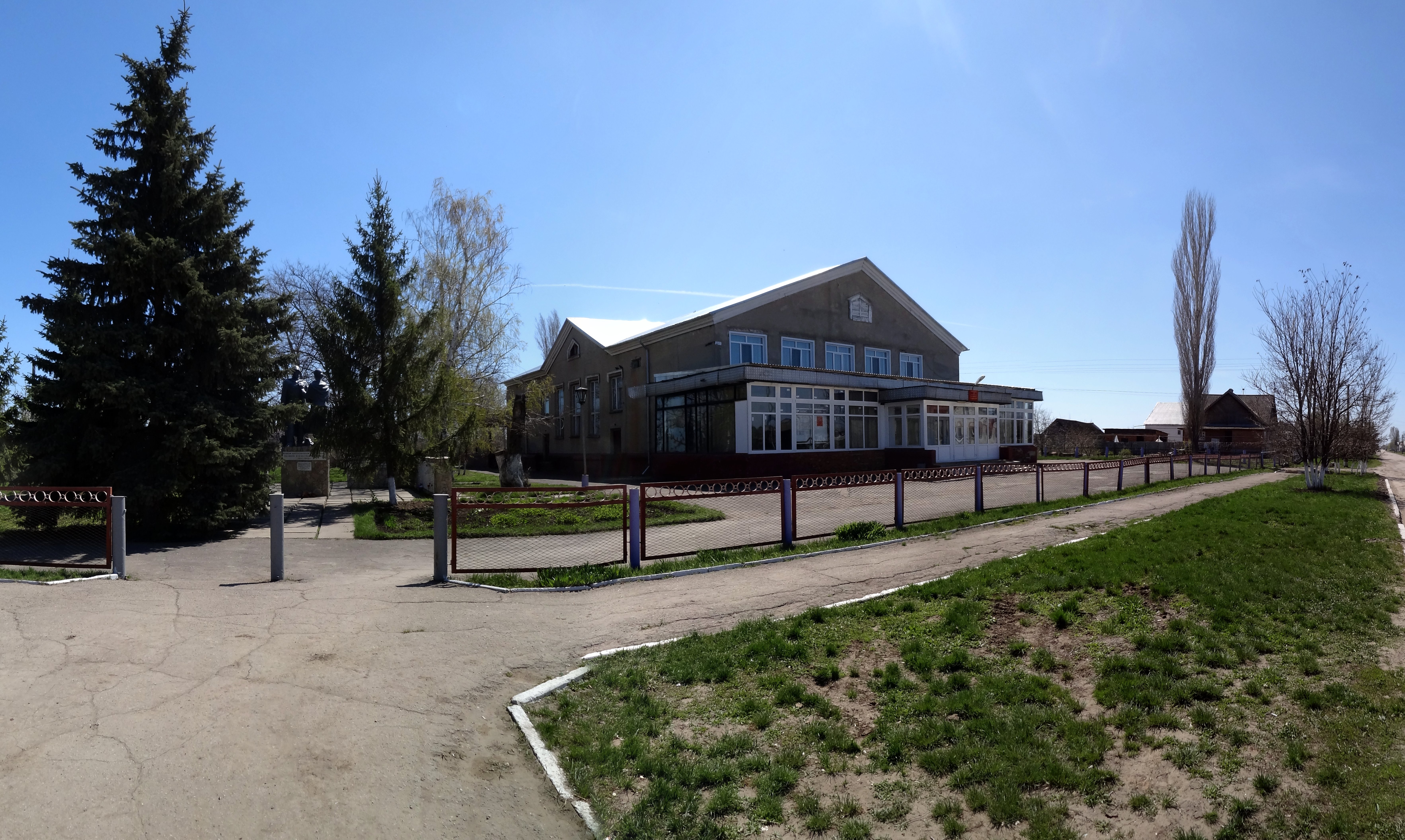
Дом культуры
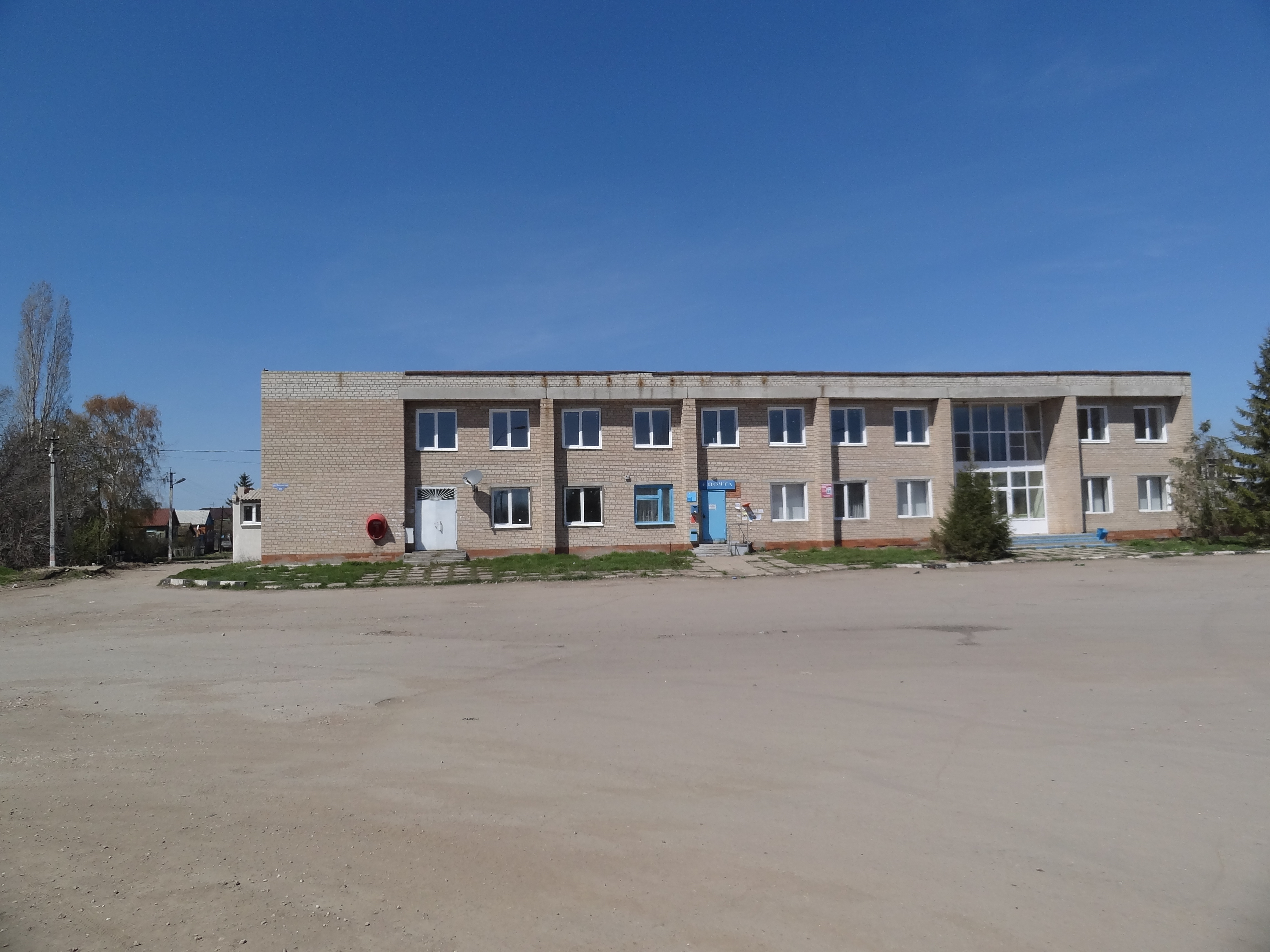
Почта